# Leptodirus hochenwartii
Leptodirus hochenwartii – gatunek chrząszcza z rodziny grzybinkowatych (Leiodidae), jedyny przedstawiciel rodzaju Leptodirus, występujący w jaskiniach krasowych Karyntii i Krainy. Jest gatunkiem troglobiotycznym, wykazującym szereg przystosowań do jaskiniowego trybu życia i niezdolnym do życia poza tym środowiskiem. Charakteryzuje się smukłym tułowiem, wydłużonymi odnóżami i czułkami, brakiem barwnika w oskórku i zupełnie zredukowanymi oczami. Najbardziej rzucającą się w oczy cechą jest rozdęty odwłok w całości osłonięty okrywami.

## Taksonomia i rozmieszczenie
L. hochenwartii występuje endemicznie w zachodniej części Gór Dynarskich. Wyróżniono sześć podgatunków. Trzy z nich występują w Słowenii, pozostałe trzy w Chorwacji. Najbardziej wysunięta na południe lokalizacja znajduje się na terenie Welebitu, skąd opisano L. h. velebiticus. L. h. reticulatus opisano po zbadaniu okazów znalezionych w jaskini Grota Noe nieopodal Triestu.

## Morfologia
L. hochenwartii jest niewielkim chrząszczem, osiąga 8–11 mm długości. Ma smukły tułów, wydłużone odnóża i czułki, oczy są w dużym stopniu zredukowane. Ma żółtobrunatną barwę, głowa i tułów są czerwone, oskórek nie posiada barwnika. Jego charakterystycznie rozdęty (fizogastryczny) odwłok, w którym magazynuje substancje odżywcze, jest w całości osłonięty okrywami.

## Biologia i ekologia
Żyje głównie w dużych jaskiniach, w których temperatura nie przekracza 12 °C. Ma wyspecjalizowany narząd służący do odczuwania zmian wilgotności, nazywany narządem Hamanna. Jego ekologia jest w dużym stopniu nieznana, ale obserwowano osobniki tego gatunku pożywiające się na padlinie różnych zwierząt jaskiniowych i innych szczątkach organicznych. Entomolodzy łapali te owady na przynęty zapachowe.
Mało znany jest również rozród tych chrząszczy. Wiadomo, że samice składają niewielką liczbę stosunkowo dużych jaj, z których po dłuższym czasie wylęgają się larwy. Liczba stadiów larwalnych zredukowana do jednego. Larwy nie pobierają pokarmu przed przepoczwarczeniem.

## Historia odkrycia

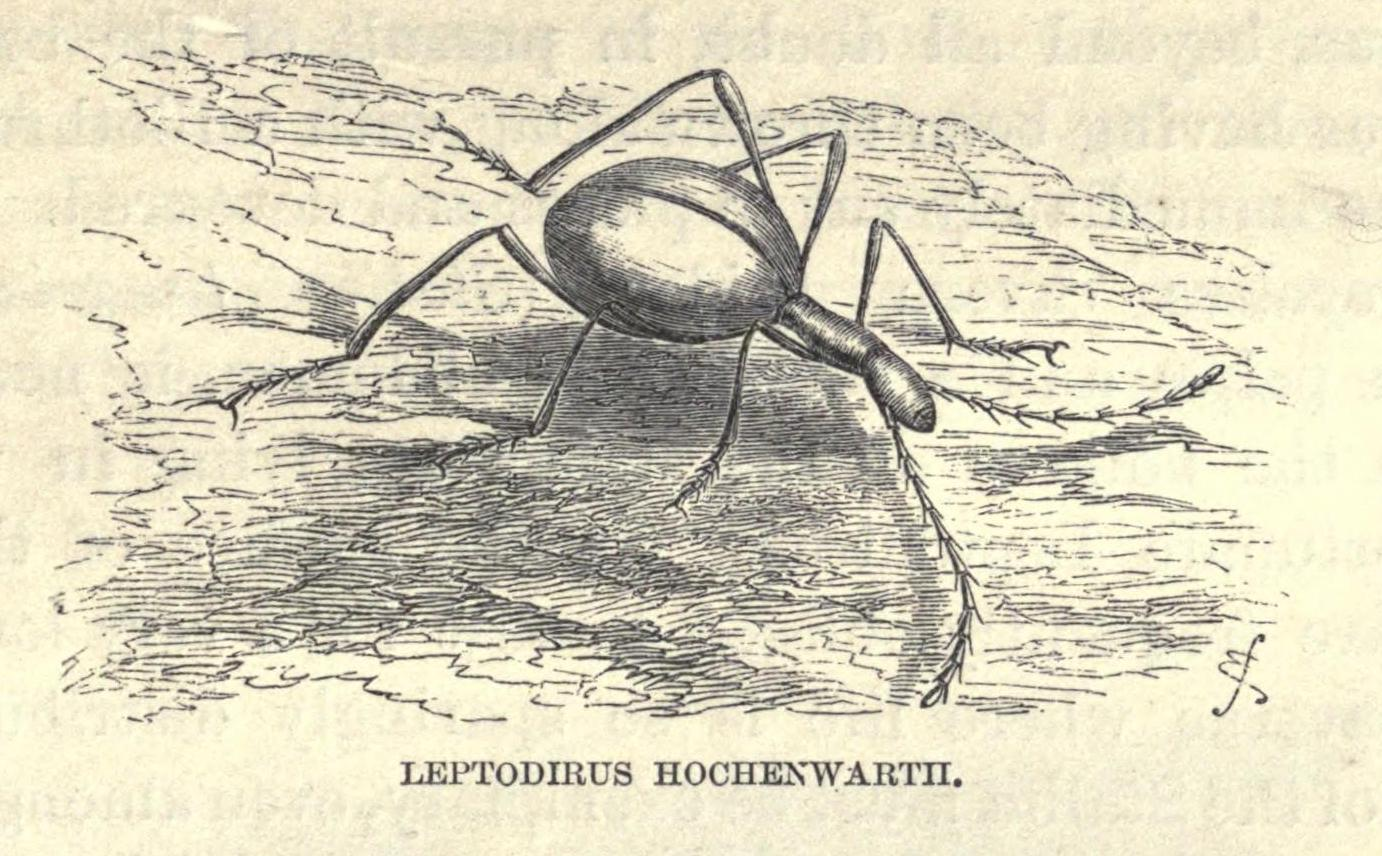
Leptodirus hochenwartii na litografii z 1871 roku

Pierwszy okaz chrząszcza złapał we wrześniu 1831 roku w jaskini Postojna pomocnik latarnika Luka Čeč. Ofiarował owada Franzowi Hohenwartowi, który z kolei przekazał okaz przyrodnikowi z Lublany Ferdinandowi Schmidtowi do oznaczenia i opisania. Schmidt w pracy, która ukazała się w „Illyrisches Blatt” w 1834 roku nazwał chrząszcza Leptodirus Hochenwartii na cześć ofiarodawcy okazu, nadał mu też słoweńską nazwę drobnovratnik i niemiecką Enghalskäfer, obie znaczące tyle co „[chrząszcz] wąskoszyi”. Ponieważ okaz był uszkodzony, wyznaczył nagrodę w wysokości 25 florenów za złapanie kolejnego. Nagrody nigdy nie wypłacił, po 16 latach poszukiwań to on znalazł kolejne okazy tych rzadkich owadów, przy okazji dokonując szeregu odkryć innych przedstawicieli jaskiniowej fauny. L. hochenwartii był pierwszym opisanym troglobiotycznym chrząszczem i bezkręgowcem w ogóle, i drugim prawdziwie troglobiotycznym zwierzęciem (pierwszym był odmieniec jaskiniowy).
Duński przyrodnik Jørgen Matthias Christian Schiødte nie wiedział o opisie Schmidta i w 1848 pod nazwą Stagobius troglodytes opisał okaz tego samego gatunku, z czasem jednak przyznał pierwszeństwo opisu Schmidtowi. Potwierdzenie priorytetu Schmidta przyniosła też praca Sturma z 1849 roku. Kiesewetter i Schiödte również znaleźli okaz tego gatunku w tym samym miejscu, w którym znaleziony został okaz holotypowy. W kolejnych latach znajdywano tych chrząszczy więcej, a książę Richard zu Kevenhüller włączył do swojego zbioru aż 20 okazów. Pod koniec XIX wieku gatunek zaliczano do rodziny omarlicowatych (Silphidae), obecnie klasyfikuje się go w Catopsidae lub Leiodidae.

## Ochrona
Z powodu ograniczonego zasięgu występowania L. hochenwartii uważany jest za gatunek rzadki i narażony na wymarcie. Znajduje się w Czerwonej księdze Słowenii z kategorią R. Uwzględniony jest również w unijnej dyrektywie siedliskowej (92/43/EEC), na której podstawie utworzono w Słowenii 15 obszarów ochronnych (pSCI), pokrywających większość stanowisk występowania chrząszcza.
Leptodirus jest najsłynniejszym jaskiniowym chrząszczem, znajduje się w logo Słoweńskiego Towarzystwa Entomologicznego i czasopisma „Acta entomologica Slovenica”.